# Пятаев, Тимофей Тимофеевич
Тимофей Тимофеевич Пятаев (28 марта 1924, Кулясово, Саратовская губерния — 16 июля 2002, Ульяновск) — советский пограничник.

## Биография
Родился 28 марта 1924 года в селе Кулясово (ныне — Камешкирский район Пензенской области), будучи ребенком, вместе с родителями переехал в город Ульяновск. Окончил школу-семилетку, затем в ФЗО приобрел специальность слесаря.
Участник Великой Отечественной войны, с июля 1943 года по май 1944 года воевал в составе 24-й отдельной стрелковой бригады внутренних войск НКВД.

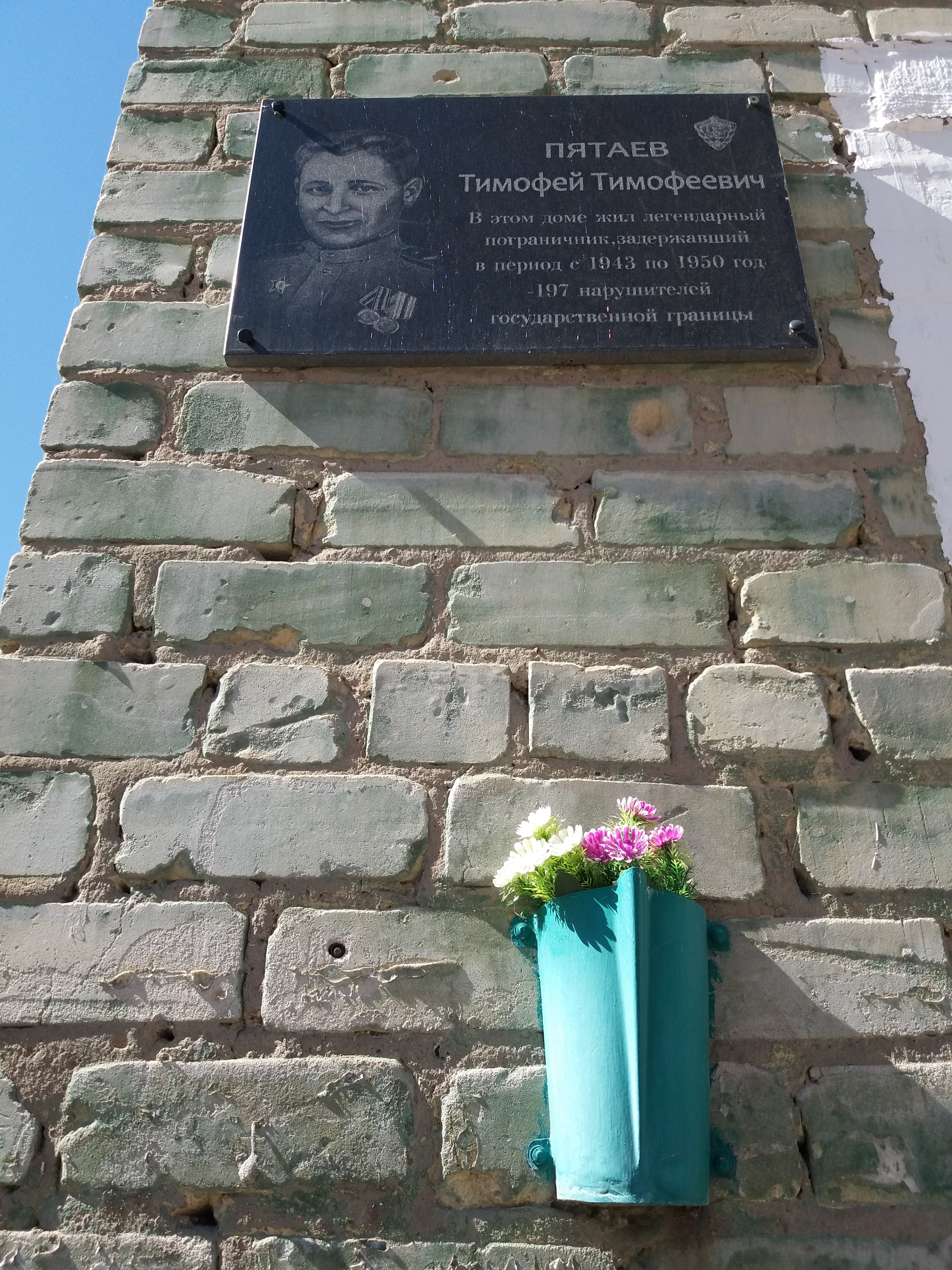
Мемориальная доска Т. Т. Пятаеву.

27 мая 1944 года переведён в пограничный полк войск НКВД по охране тыла 2-го Украинского фронта. Не раз приходилось участвовать в боях с разведгруппами фашистов, погонях за вражескими парашютистами. В то время в Закарпатье немцы, отступая, оставили в населённых пунктах свою тайную агентуру. В лесах действовали вооружённые банды «УПА» и «ОУН».
После войны продолжил продолжил службу в 27-м Мукачевском пограничном отряде, дислоцировавшемся в Закарпатской области Украинской ССР.
О подвигах стража границы в 1950—1960 годах писали газеты, в Центральном пограничном музее в Москве имеются материалы, рассказывающие о боевых делах старшины Пятаева, рассказ о нём содержится в сборнике «Граница есть граница». В 1949 году был избран комсомольцами Закарпатья делегатом на XI съезд ВЛКСМ.
Всего за период 1944—1950 годы совершил 173 задержания нарушителей границы. Считался одним из лучших инструкторов-кинологов служебных собак.

Заслуженным уважением среди пограничников отряда и округа пользовался коммунист, инструктор службы собак старшина Тимофей Тимофеевич Пятаев. Не было случая, чтобы Пятаев, обнаружив след, упустил нарушителя. На его счету было 173 задержанных нарушителя государственной границы.— Пограничные войска СССР. Май 1945 — 1950. Сборник документов и материалов. — М.: Наука, 1975.
В 1950 году вернулся в родной Ульяновск, более 30 лет проработал слесарем на Машиностроительном заводе им. Володарского, с 1987 года на пенсии.
Как ветеран пограничных войск делился своим боевым опытом, трижды приглашался на свою заставу, выступал перед пограничниками.
Одним из первых был награждён медалью «За отличие в охране государственной границы СССР» в год её учреждения.
Умер в 2002 году в Ульяновске, похоронен на Архангельском кладбище Заволжского района города Ульяновска.

## Память
- О подвигах настоящего стража границы в 50-60 годах XX века писали газеты, в некоторых источниках утверждается, что он является прототипом главного героя фильма «Над Тиссой»[4].
- В Центральном пограничном музее ФСБ России в г. Москве находятся материалы, посвящённые Тимофею Тимофеевичу Пятаеву[3].
- В 2014 году в Ульяновске на фасаде дома № 16 по улице Пионерской, где он проживал долгое время была установлена мемориальная доска.[5]
- В 2018 году, при участии сотрудников УФСБ, ветеранов пограничных войск и УМВД, военнослужащих поста пограничного контроля «Ульяновск-аэропорт», а также персонала ульяновского Геронтологического центра, на могиле Пятаева торжественно установили памятник[3].

## Награды
За высокие результаты в службе по охране государственной границы в 1946 году Пятаев Т. Т. занесён в «Книгу Почёта Закарпатского областного Комитета ЛКСМ Украинской ССР», в 1947 году награждён Почётной грамотой ЦК ВЛКСМ. В 1949 году Пятаев Т. Т. комсомольцами Закарпатья, где он проходил службу в 27-м Мукачевском пограничном отряде, был избран делегатом XI съезда ВЛКСМ.
Награждён: Орденом Красной звезды и Орденом Отечественной войны II степени (1985), медалями «За отвагу», «За боевые заслуги» (дважды), «За победу над Германией», «За отличие в охране государственной границы СССР» (1950), «За доблестный труд», Почётной грамотой ЦК ВЛКСМ (1947), нагрудным знаком «Отличный пограничник».